# 物見塚古墳
物見塚古墳（ものみづかこふん）は、山梨県南アルプス市下市之瀬字上の山に所在する古墳時代前期前半の前方後円墳。

## 立地と造営時期
南アルプス市内はもとより釜無川以西では唯一の前方後円墳で、造営年代は4世紀末から5世紀前半にかけての時期が推定されている。周囲には、5世紀後半の円墳とみられる六科丘古墳（ぬじなおかこふん）、6世紀の鋳物師屋古墳、弥生時代・古墳時代・平安時代の複合集落遺跡油田遺跡などが点在する。

## 規模と副葬品
墳丘長約46メートルであり、前方部の長さが約16メートル、幅が約14メートル、後円部の直径は約30メートルで高さはおよそ4.2メートルで、墳丘表面より葺石も確認している。埋葬施設は粘土槨と推定され、鉄剣、玉類、銅鏡（珠文鏡）などが副葬品として納められていたと考えられる。発掘調査は櫛形町教育委員会により1981年（昭和56年）に実施されたが、銅鏡はそれ以前に採集されたものである。2005年（平成17年）にも南アルプス市教育委員会による再調査が行われており、複数の出土品があった。

## 県指定史跡
1988年（昭和63年）に山梨県の史跡に指定された。現在は、墳丘を保護するための緊急措置として土嚢による土留がなされている。